# Ernest Littlefield
Ernest Littlefield è un personaggio di finzione della serie televisiva Stargate SG-1.

## Descrizione
Ernest Littlefield è un giovane e promettente ingegnere, nato nei primi decenni del Novecento.
Nel 1945, insieme al professor Langford, lavora con diligenza per svelare i segreti dello Stargate, un antichissimo e misterioso anello dalle grandi dimensioni, composto di un minerale che sulla Terra non esiste. La maggior parte dell'équipe di scienziati pensa che i simboli che reca sulla sua superficie siano una differente forma di geroglifici non ancora tradotta, ma il dottor Littlefield intuisce che essi equivalgono a destinazioni stellari.
Il giovane scienziato è innamorato di Catherine, unica figlia del professore per cui lavora, ed è pronto a chiederla in sposa, ma non ne avrà mai l'occasione in quanto la squadra di ricerca riesce a digitare un indirizzo corretto sullo Stargate, attivando in tal modo un tunnel, e lui accetta di attraversarlo per primo. Pensando che l'orizzonte degli eventi sia composto di acqua, il candidato indossa una tuta da sub, con tanto di maschera e cavo per l'aria. Quando lo Stargate si chiude e il cavo viene tagliato, Littlefield viene creduto morto, e il professor Langford informa la figlia che è morto in un incidente di laboratorio, evitando così di spezzarle il cuore facendole capire che lui ha preferito rischiare ogni cosa dedicandosi alla carriera.
A dispetto della convinzione generale, Littlefield sopravvive al viaggio, materializzandosi all'interno di un antichissimo castello in riva al mare e in rovina da secoli su di un pianeta disabitato da tempi immemorabili. Il DHD, il dispositivo che attiva lo Stargate, è irrimediabilmente danneggiato, cosa che gli preclude la possibilità di tornare sulla Terra. Nel corso degli anni successivi, dopo aver trovato il modo di cibarsi e di sopravvivere, si dedica ad attente ricerche nel maniero e nella zona circostante, intuendo che il pianeta, che chiama Heliopolis, in un passato incredibilmente lontano era il punto d'incontro di quattro avanzatissime civiltà aliene tra loro molto diverse, e riesce a tradurre la maggior parte delle iscrizioni che hanno lasciato nell'edificio.
Mentre il clima sul remoto e misterioso pianeta peggiora di anno in anno, il dottor Littlefield soffre continuamente di allucinazioni nelle quali vive una vita con Chaterine.
Sulla Terra, nel 1997, dopo ben cinquantadue anni, Daniel Jackson scopre i documenti e alcuni filmati riguardanti l'incidente del 1945, e sostiene che vi sia la remota possibilità che Littlefield sia sopravvissuto. Catherine viene messa finalmente al corrente della situazione e chiamata per attraversare lo Stargate con la squadra SG-1 verso il misterioso pianeta, le cui coordinate sono state fortunatamente catalogate, e incontrano Ernest, ormai vecchio e molto provato sia nella mente che nello spirito, oltre che estremamente amareggiato in quanto nessuno è mai andato a cercarlo in mezzo secolo. Durante il breve soggiorno comune su Heliopoli, il vecchio ricercatore insegna al giovane Jackson tutto quello che ha appreso, ma all'improvviso la squadra è costretta a tornare sulla Terra, escogitando in fretta e furia un astuto stratagemma per aggirare il malfunzionamento del DHD, per sfuggire a una tremenda tempesta che in breve provoca una frana catastrofica durante la quale lo strapiombo su cui il castello è stato edificato sprofonda negli abissi del mare.
Una volta a casa, Ernest e Catherine si ritirano per trascorrere una vita tranquilla, finalmente insieme.